# SQL/DS
SQL/DS (Structured Query Language/Data System) は、IBMが1981年に発売した、メインフレーム用の関係データベース管理システム (RDBMS) 製品の1つ。1990年代後半に DB2 for VM and VSE と名称変更した。

## 概要
SQL/DSはエドガー・F・コッドのデータ管理の関係モデルを実装したソフトウェアで、データベース言語にSQLを採用し、IBMの初めてのRDBMS製品となった。
SQL/DSはVSEおよびVM/CMSオペレーティングシステム上で動作する。1983年にIBMはMVSオペレーティングシステム上で動作するRDBMSであるDB2を発表した。SQL/DSもDB2もSQLベースのRDBMSだが、SQL/DSは軽量である。SQL/DSは1990年代後半にDB2 for VM and VSEと名称変更され、DB2ファミリーとの位置づけとなった。